# 柴田天馬
柴田 天馬（しばた てんま、1872年11月3日（明治5年10月3日） - 1963年（昭和38年）2月9日）は、中国文学者、ジャーナリスト。
鹿児島県生まれ。本名は一郎。東京法学院（現在の中央大学）に学ぶ。満州に渡り、当地で出会った『聊斎志異』部分訳を、現地の日本語新聞に連載し1919年に刊行。新版を出していた第一書房創業者の長谷川巳之吉の強い勧めで、全訳の刊行にかかったが、1933年に発禁処分となり一巻のみで中絶したが、訳は続けた。現地の日本語新聞社の重役などを経て、戦時中は南満州鉄道に嘱託で勤務。引き揚げで資産を失うなどの紆余曲折を経て全訳を完成、1951－52年に刊行。1953年に毎日出版文化賞を受賞。
その奇抜なルビの使用法で、多くの著名な作家・学者にも愛読され、柴田版『聊斎志異』は今も根強い人気を保っている。なお角川文庫旧版には明治35年（1902年）生まれと紹介があるが、それでは17歳で最初の翻訳を出したことになるので、誤植（間違い）と思われる。

## 著書
- 別巻　聊斎志異研究　創元社, 1953　後書きと解説、総索引

### 翻訳
- 聊齋志異 蒲松齢 玄文社, 1919
  - 『和訳　聊斎志異』 ちくま学芸文庫、解説南條竹則, 2012、ISBN 9784480094568
- 聊齋志異 第一書房, 1926
- 聊齋志異（一） 第一書房, 1933。第1巻のみ
- 聊齋志異 全10巻 創元社, 1951-52
- 聊齋志異　角川文庫 全8巻, 1955-57
  - 改版『聊斎志異』全4巻, 1969、新装復刊1989。Kindle版（電子書籍）で再刊
- 聊齋志異　修道社 全6巻, 1955、普及版, 1967（創元社の担当者が設立）
- 聊斎志異　第三書館、大判一巻本（1987、改版2007）で刊行。
- 定本三国志 巻1－巻4（未完、全10巻予定だったが、48回で未完結） 修道社, 1956-57